# John A. Searing
John Alexander Searing (* 14. Mai 1805 in North Hempstead, New York; † 6. Mai 1876 in Mineola, New York) war ein US-amerikanischer Politiker. Zwischen 1857 und 1859 vertrat er den Bundesstaat New York im US-Repräsentantenhaus.

## Werdegang
John Alexander Searing wurde sieben Jahre vor dem Ausbruch des Britisch-Amerikanischen Krieges in North Hempstead geboren und wuchs dort auf. Er genoss eine gute Schulbildung. Zwischen 1843 und 1846 war er Sheriff in Queens. Dann saß er 1854 in der New York State Assembly. Politisch gehörte er der Demokratischen Partei an. Bei den Kongresswahlen des Jahres 1856 wurde Searing im ersten Wahlbezirk von New York in das US-Repräsentantenhaus in Washington, D.C. gewählt, wo er am 4. März 1857 die Nachfolge von William Valk antrat. Da er im Jahr 1858 auf eine erneute Kandidatur verzichtete, schied er nach dem 3. März 1859 aus dem Kongress aus. Während seiner Zeit als Kongressabgeordneter hatte er den Vorsitz über das Committee on Accounts. Ungefähr drei Jahre nach dem Ende seiner Amtszeit brach der Bürgerkrieg aus. Er starb am 6. Mai 1876 in Mineola und wurde auf dem Greenfield Cemetery in Hempstead beigesetzt.